# Yorii
Yorii (寄居町?) è una cittadina giapponese della prefettura di Saitama.

## Storia
Nei pressi della città sorgeva il castello di Hachigata, che venne assediato nel 1568  e 1590 durante l'epoca Sengoku.